# Radolišta
Radolišta (mazedonisch Радолишта; albanisch definit Ladorishti, indefinit Ladorishtë) ist ein Dorf in der Gemeinde Struga im Südwesten Nordmazedoniens.

## Geographie

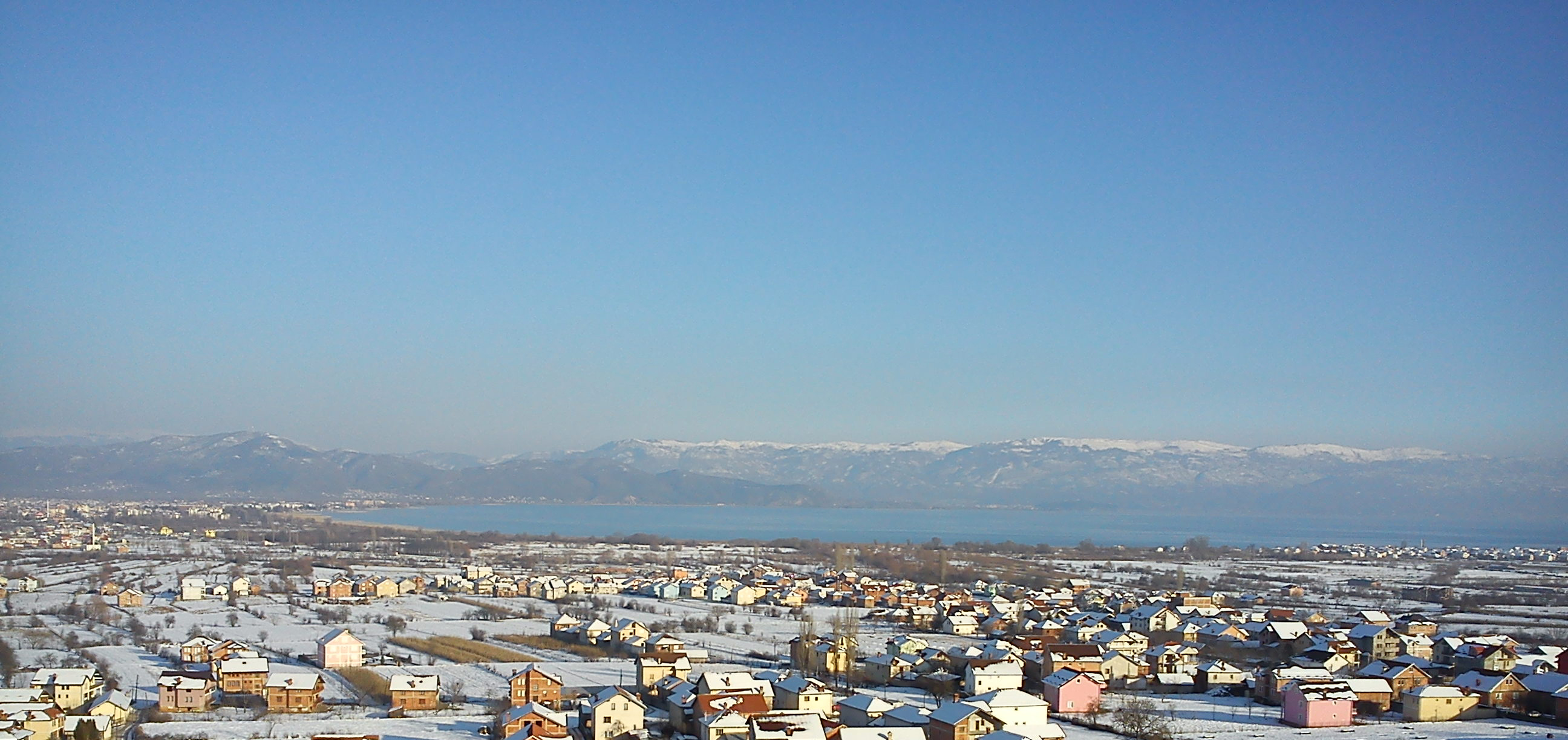
Blick auf den unteren Dorfteil. Im Hintergrund der Ohridsee und der Höhenrücken mit den Bergen im Galičica. Links Struga und rechts Kališta

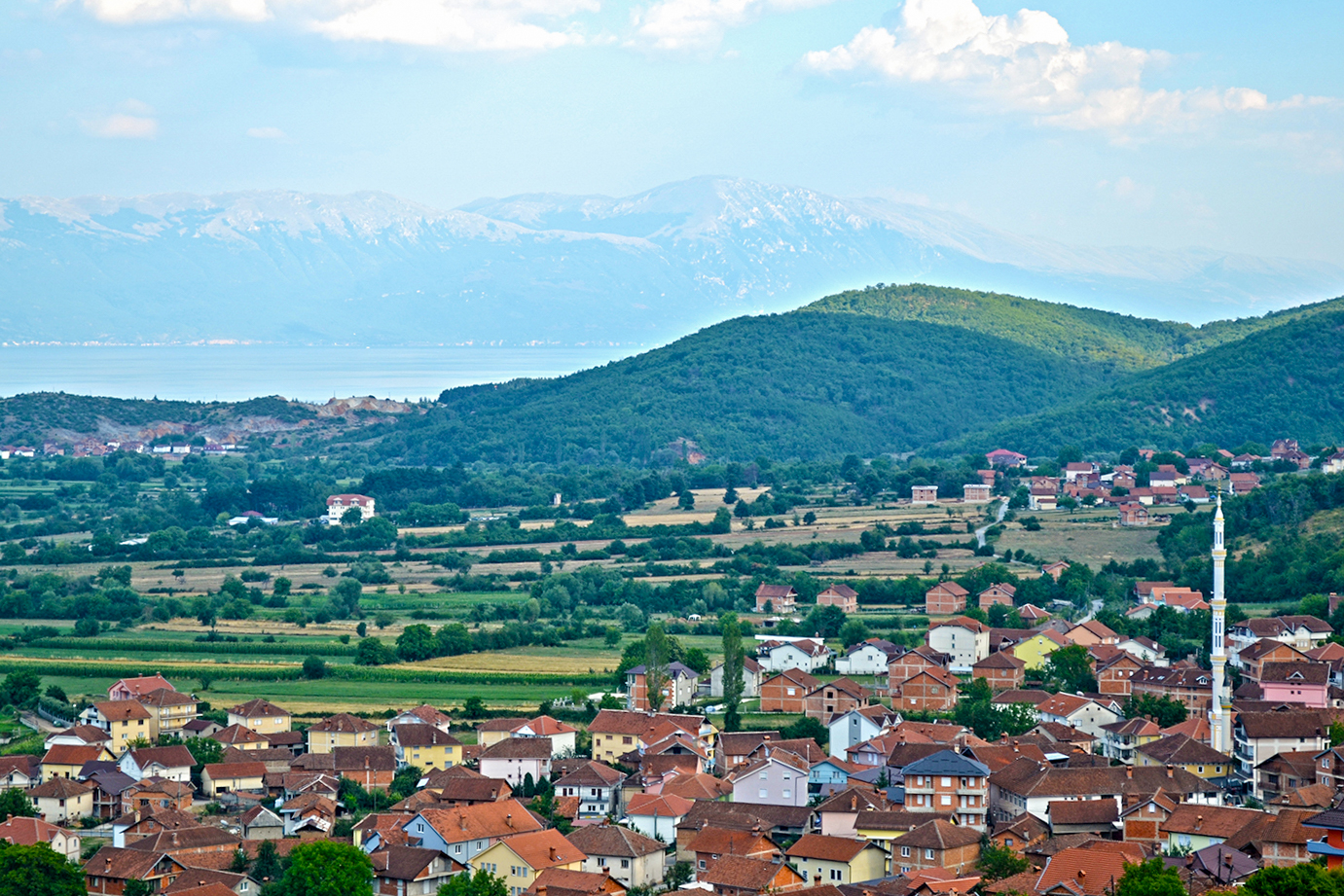
Oberer Dorfteil mit umliegenden Wäldern des Jablanica-Gebirges

Das Dorf liegt nahe der Staatsgrenze zu Albanien am Osthang des Jablanica-Gebirges auf der mazedonischen Seite des Bergrückens. Durch das Dorf fließt ein kleiner Bach, der nach 2,5 Kilometern in den Ohridsee mündet. Radolišta ist 5 Kilometer von Struga und 9 Kilometer vom Grenzübergang Qafë Thana entfernt. Bei schönem Wetter hat man im oberen Dorf eine Aussicht auf Ohrid, Struga und den See.
Nachbarortschaften sind im Norden Zagračani, im Osten Struga, im Südosten Kališta und im Süden Frangovo.

## Bevölkerung
Laut der letzten Volkszählung vom Jahr 2021 bezeichneten sich 1.954 der 2.067 Einwohner als Albaner. Der lokale Dialekt ist Toskisch. Die meisten Einwohner bekennen sich zum sunnitischen Islam.

## Dorfbild
Das Dorf ist sehr dicht bebaut. Neben vielen Mehrfamilienhäusern, die vornehmlich in den letzten Jahren entstanden sind, gibt es altbalkanische Gebäude. Im Dorf befinden sich Moscheen und die Primarschule „Ajdar Dushi“, in der Albanisch unterrichtet wird. Am Rande des Dorfes befindet sich der Ort Fjerišta, der ein Vorort von Radolišta ist.
Am 28. Oktober 1944 verübten deutsche militärische Einheiten an unbewaffneten Bewohnern des Dorfes ein Massaker. Ein Denkmal und ein im Jahr 2009 erneuerter Friedhof erinnern daran.

## Wirtschaft
Die Bevölkerung des Dorfes beschäftigt sich heute vornehmlich mit Gewerbe und Handel. Landwirtschaft war früher der wichtigste Wirtschaftszweig. Doch seit dem Fall Jugoslawiens stehen die Felder und Weingärten brach. Nur einige kleinere Bauernhöfe pflanzen Weizen und Mais an. Wie in jedem Dorf in der Struga-Ebene befinden sich oberhalb des Dorfes viele alte Kastanienbäume aus dem 19. und 20. Jahrhundert, die heute immer noch nicht ausgetrocknet sind. Auch werden einige Weinreben von mehrheitlich älteren Personen bewirtschaftet. Der Grund des Brachliegens der Felder ist der, dass der Dorfbach seit einigen Jahren kein Wasser mehr führt. Ein weiterer der, dass das Dorf von Landflucht betroffen ist.
Am Dorfbach stehen einige leere Getreidemühlen, die heute fast verfallen sind. Dies vor allem wegen der fehlenden Nutzung und des Vertrocknens des Baches.

## Geschichte
Östlich des Dorfes, Richtung Europastraße, befinden sich antike illyrische Fürstengräber aus dem 8.–4. Jahrhundert v. Chr. In den Gräbern befinden sich importierte Luxusgüter wie kostbare Metallgefäße und Keramik. Die Fürstengräber wurden von zwei Königsdynastien errichtet.
Oberhalb vom Dorf steht eine sehr alte Kirche, die von den Einwohnern Kisha ilire, „Illyrische Kirche“, genannt wird. Sie stammt wohl aus der vorslawischen Ära und somit aus der byzantinischen Zeit.

## Persönlichkeiten
- Xhevit Hoxha (1942–2015), Schwimmer
- Petrit Ajro  (*1964 ), Marathonlauf
- Selami Kolonja (* 1970), Sänger
- Venera Lumani (* 1991), Sängerin